# Chris Owen
Chris Owen (Michigan, 1980. szeptember 25.–) amerikai színész és fotós. 
Legismertebb szerepe Chuck Sherman, más néven a Sherminátor az Amerikai pite-filmsorozatból, aki az Amerikai pite, az Amerikai pite 2., az Amerikai pite 4. – A zenetáborban és az Amerikai pite: A találkozó című filmekben szerepelt. Eugene Levy mellett ő az egyetlen színész a mozifilmekből, aki szerepelt az Amerikai pite direkt videós spin-off filmekben.

## Élete és pályafutása
Michiganben született, de kisgyermekként Kaliforniába költözött a családjával. Az edinburgh-i Parkheadben is élt, ahol később a Stevenson College-ba járt.
Már tíz éves korában elkezdett színészkedni, első filmszerepét a Le peloton d'exécution (1991) című francia-kanadai filmben kapta. Ezt követően a '90-es évek számos filmjében felbukkant, mint például a Kőagy őrnagy, a Fekete bárány, a Buli az élet, A csaj nem jár egyedül, az Októberi égbolt és a Kerek világ – utóbbiban régi barátja és munkatársa, Charlie Talbert oldalán tűnt fel, akivel gyakran működik együtt filmekben.
1999-ben szerepelt az Amerikai pite című vígjátékban, mint a tinédzser Chuck Sherman, aki azzal büszkélkedik, hogy "nőcsábász", és "A Sherminátor" becenéven ismert. Az Amerikai pite filmsorozat összes folytatásában megismételte szerepét, beleértve az egyik, csak DVD-re kiadott, Amerikai pite 4. – A zenetáborban című spin-offot is.
Az Amerikai pite és a National Lampoon filmsorozatokban való szereplése mellett Owen olyan tévésorozatokban is feltűnt, mint a Hetedik mennyország, a Monk – A flúgos nyomozó és A mentalista.
2014-ben a New York Daily News cikke szerint Owen pincérként dolgozott egy sushi étteremben a kaliforniai Santa Monicában. A cikkben Owen azt mondta, hogy „az élet nem mindig úgy alakul, ahogyan terveztük. Imádok színészkedni, és ez a munka lehetővé teszi, hogy továbbra is versenyben maradjak”. A cikk megjelenése után a Gyilkos elmék című sorozatban betöltött szerepe mellett két filmben is szerepelt.
Karrierje során Owen feltűnt a a Something Corporate "If You C Jordan" című dalának és Dimitri Vegas & Like Mike "Mammoth" című slágerének klipjében is Mogwai-val, amelyet a Hardstyle szupersztár Coone remixelt.

## Magánélete
2007 és 2012 között Michelle Beck házastársa volt.

## Filmográfia

### Film
| Év   | Magyar cím                        | Eredeti cím                         | Szerep                      | Magyar hang     |
| ---- | --------------------------------- | ----------------------------------- | --------------------------- | --------------- |
| 1995 | Kőagy őrnagy                      | Major Payne                         | Wuliger kadét               | Molnár Levente  |
| 1995 | Kerek világ                       | Angus                               | Troy Wedberg                | Simonyi Balázs  |
| 1996 | Fekete bárány                     | Black Sheep                         | Hal                         |                 |
| 1997 |                                   | The Ride                            | Steve                       |                 |
| 1998 | Buli az élet                      | Can't Hardly Wait                   | kleptomániás kölyök         | nem szólal meg  |
| 1999 | A csaj nem jár egyedül            | She's All That                      | Derek Funkhouser Rutley     |                 |
| 1999 | Októberi égbolt                   | October Sky                         | Quentin Wilson              | Bódy Gergely    |
| 1999 | Amerikai pite                     | American Pie                        | Chuck "Sherminátor" Sherman | Breyer Zoltán   |
| 2000 | Ha szorít a szorító               | Ready to Rumble                     | Isaac                       | Előd Álmos      |
| 2001 | Begolyózott gólyák                | Going Greek                         | Davis                       |                 |
| 2001 | Amerikai pite 2.                  | American Pie 2                      | Chuck "Sherminátor" Sherman | Breyer Zoltán   |
| 2002 | Buliszerviz                       | National Lampoon's Van Wilder       | öngyilkos elsőéves          | Juhász Zoltán   |
| 2002 |                                   | A Midsummer Night's Rave            | Frankie                     |                 |
| 2003 | Add a lóvét, öreganyám!           | National Lampoon's Gold Diggers     | Leonard Smallwood           | Pálmai Szabolcs |
| 2003 | Agyatlan ágyasok                  | National Lampoon Presents Dorm Daze | Booker McFee                |                 |
| 2004 | Hidalgo – A tűz óceánja           | Hidalgo                             | első katona                 | Juhász Zoltán   |
| 2005 | Kedves Wendy!                     | Dear Wendy                          | Huey                        |                 |
| 2005 | Amerikai pite 4. – A zenetáborban | American Pie Presents: Band Camp    | Chuck "Sherminátor" Sherman | Breyer Zoltán   |
| 2006 | Agyatlan ágyasok 2.               | National Lampoon's Dorm Daze 2      | Booker McFee                | Markovics Tamás |
| 2007 | A köd                             | The Mist                            | Norm                        | Előd Botond     |
| 2008 | Csak egy kis kurázsi              | Just Add Water                      | Will                        |                 |
| 2009 |                                   | The Life of Lucky Cucumber          | Rodney Machado              |                 |
| 2009 | Szeleburdi szuperhősök            | Super Capers                        | gyújtogató fiú              |                 |
| 2011 |                                   | Love, Gloria                        | Young rendőrtiszt           |                 |
| 2012 | Amerikai pite: A találkozó        | American Reunion                    | Chuck "Sherminátor" Sherman | Stern Dániel    |
| 2012 |                                   | Hit List                            | Wick                        |                 |
| 2012 | A repülő erőd                     | Fortress                            | Burt                        | Markovics Tamás |
| 2015 |                                   | Bachelors                           | Floyd                       |                 |
| 2016 |                                   | All That Jam                        | Matthew                     |                 |
| 2021 | Karácsony Cape Codon              | A Cape Cod Christmas                | Tom                         |                 |

### Televízió
| Év        | Magyar cím              | Eredeti cím                                       | Szerep                | Megjegyzések |
| --------- | ----------------------- | ------------------------------------------------- | --------------------- | ------------ |
| 1991      | A kivégzőosztag         | Le peloton d'exécution                            | Jorge Zebrowski       | tévéfilm     |
| 1993      | Kisvárosi rejtélyek     | Picket Fences                                     | Milton Lebeck         | 1 epizód     |
| 1993      | A kis gézengúz          | Boy Meets World                                   | Ned                   | 1 epizód     |
| 1995      |                         | VR.5                                              | zaklató fiú           | próbaepizód  |
| 1996      |                         | The Faculty                                       | Petey                 | 1 epizód     |
| 1996–1997 | Hetedik mennyország     | 7th Heaven                                        | Sam                   | 2 epizód     |
| 1997      |                         | Social Studies                                    | Collin McGuirk        | 1 epizód     |
| 1997      | Ikercsajok              | Sister, Sister                                    | Neil Hawkins          | 1 epizód     |
| 1997      |                         | Meego                                             | Tod Johnson           | 1 epizód     |
| 1999      | Angyal kontra démon     | G vs E                                            | Trekkie               | 1 epizód     |
| 2000      |                         | Brutally Normal                                   | Corey                 | 1 epizód     |
| 2001      |                         | Cover Me: Based on the True Life of an FBI Family | nyomozó / Mace ügynök | 2 epizód     |
| 2003      | Everwood                | Everwood                                          | Pierson               | 1 epizód     |
| 2003      | Monk – A flúgos nyomozó | Monk                                              | gyakornok             | 1 epizód     |
| 2004      | Nyomtalanul             | Without a Trace                                   | Trent Barker          | 1 epizód     |
| 2006      | Testvérek               | Brothers & Sisters                                | Taylor                | 1 epizód     |
| 2011      | A mentalista            | The Mentalist                                     | Nick aka Megafan8     | 1 epizód     |
| 2016      | Gyilkos elmék           | Criminal Minds                                    | Kevin Decker          | 1 epizód     |
| 2017      | Isten keze              | Hand of God                                       | Mike Kastelein        | 2 epizód     |
| 2018      |                         | The Last Sharknado: It's About Time               | Gil 30 évesen         | tévéfilm     |

## Fordítás
- Ez a szócikk részben vagy egészben  a   Chris Owen című angol Wikipédia-szócikk fordításán alapul.  Az eredeti cikk szerkesztőit annak laptörténete sorolja fel. Ez a jelzés csupán a megfogalmazás eredetét és a szerzői jogokat jelzi, nem szolgál a cikkben szereplő információk forrásmegjelöléseként.